# Vízová politika KLDR
Návštěvníci Severní Koreje musí získat vízum na jednom ze severokorejských zastupitelských úřadů, ledaže by pocházeli ze zemí s bezvízovým stykem.
Jsou vedena jednání o zrušení vízové povinnosti pro držitele běžných cestovních pasů vydaných v Rusku.

## Vízová politika KLDR na mapě

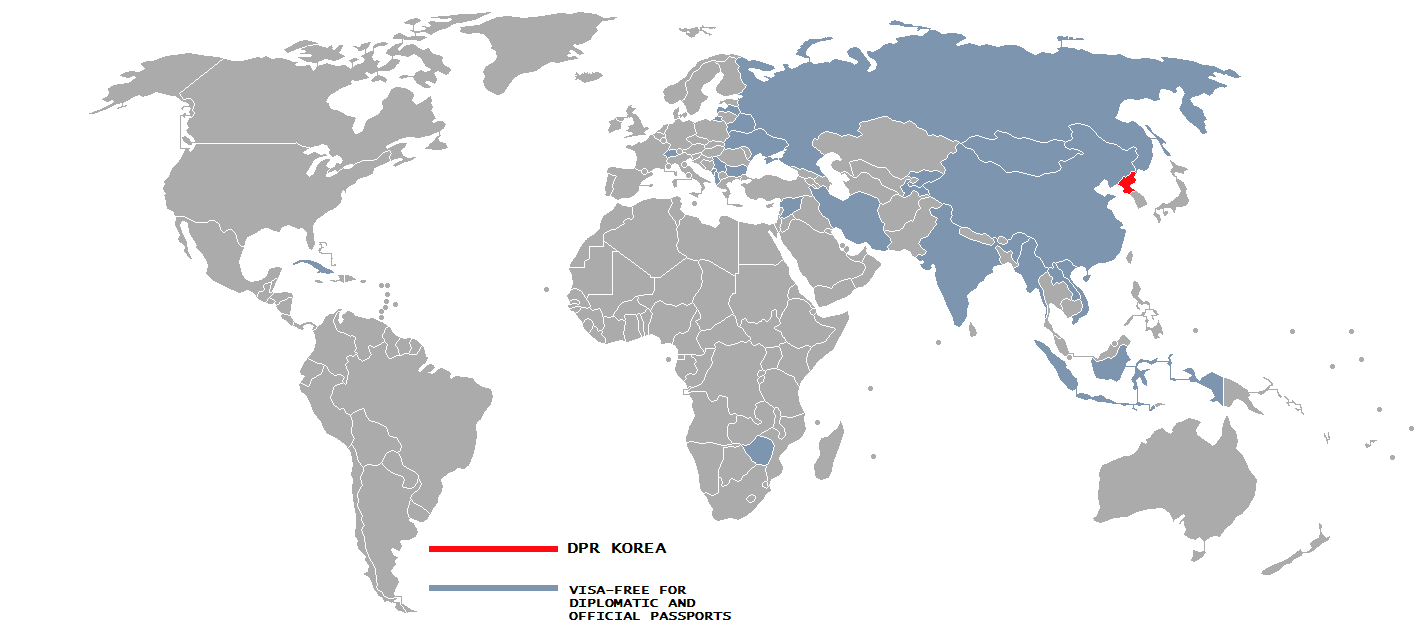
Vízová politika KLDR

## Osvobození od vízové povinnosti

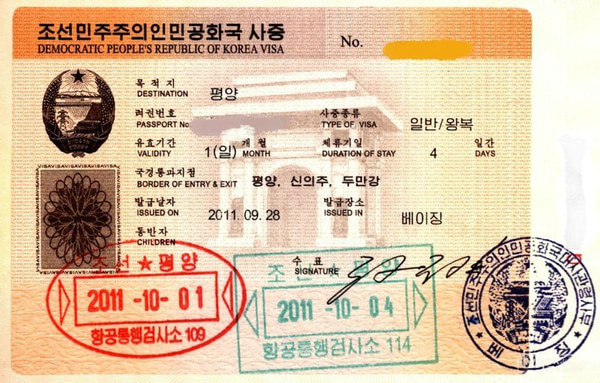
Vízum Severní Koreje

Občané následujících zemí mohou navštívit Severní Koreu s běžným pasem bez víza na dobu až 1 měsíc (30 dní):
- Malajsie

- Čínští turisté mohou navštívit kraj Tongnim bez víza na dva dny.[1] Mohou také navštívit Sinuidžu na jednodenní výlet bez víza.[2]

Všichni návštěvníci, kteří cestují jako turisté, musí mít povolení od severokorejské cestovní agentury.
Navíc držitelé diplomatických nebo služebních pasů vydaných následujícími zeměmi mohou navštívit Severní Koreu bez víza:
- Albánie
- Bělorusko
- Bulharsko
- Černá Hora
- Čína
- Indonésie
- Írán
- Kuba
- Kyrgyzstán
- Laos
- Lotyšsko
- Mongolsko
- Myanmar (Barma)
- Rusko
- Srbsko
- Sýrie
- Švýcarsko
- Tádžikistán
- Ukrajina
- Vietnam
- Zimbabwe